# Johann Andreas Grammlich

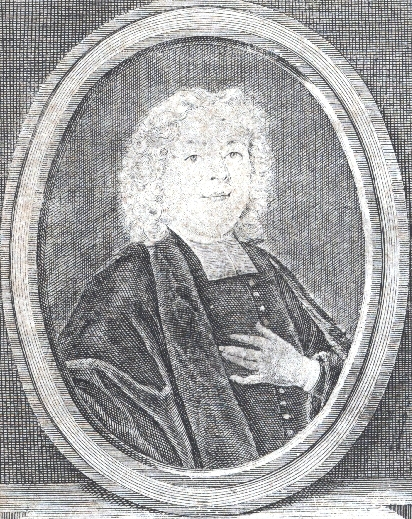
Johann Andreas Grammlich

Johann Andreas Grammlich (* 1. Juli 1689 in Stuttgart; † 7. April 1728 in Stuttgart) war ein protestantischer Erbauungsschriftsteller und Liederdichter.
Grammlich war der Sohn eines Kirchenrats und Kanzlisten beim Konsistorium. Er besuchte die Klosterschulen in Blaubeuren und Bebenhausen und studierte an der Universität Tübingen. Anschließend war er Präzeptoratsverweser in Bebenhausen bei Tübingen. 1716 wurde er Hofkaplan in Stuttgart am Hof des Herzogs Eberhard Ludwig.
Einige seiner Lieder wurden 1735 in das „Geistreiches Hausgesangbuch“ von Johann Jakob Rambach aufgenommen. Seine Erbauungsbücher wurde bis in die 1850er Jahre wieder aufgelegt. Neben seinen deutschen Erbauungsschriften verfasste Grammlich auch einige lateinische theologische Abhandlungen.

## Werke
(Auswahl)
- Das Neue Testament unsers Herrn Jesu Christi mit erbaulichen Betrachtungen über ieden Vers , Frankfurt 1718.
- Zufällige und erbauliche Anmerckungen über die Apostolische Geschichte, Frankfurt, 1721.
- Erbauliche Betrachtungen auf alle Tage des gantzen Jahrs, Stuttgart, 1724.
- Joh. Andreä Grammlichs Gottselige Betrachtungen auf alle Tage des gantzen Jahrs, worinnen eine gantze moralische Theologie enthalten ist. Mit Kupfern und nöthigen Reg. versehen, Joh. Benedikt Metzler & Christoph Erhardt, Stuttgart 1726. (Digitalisat)
- Viertzig Betrachtungen, Von Christi Leiden und Tod, Auf die viertzig Tage in der Fasten, Stuttgart 1727.